# Carlos Resende
Carlos Alberto da Rocha Resende, né le 29 mai 1971 à Lisbonne, est un joueur international et un entraîneur portugais de handball. Avec 1444 buts marqués en 250 sélections en équipe nationale, il est le meilleur buteur et le joueur le plus capé de l'histoire du handball portugais. Sa fille, Joana Resende (en), est également handballeuse internationale. Il est actuellement l'entraîneur du FC Porto.

## Carrière de joueur
Carlos Resende a joué au poste d'arrière gauche ou de demi-centre. Pendant sa carrière, il ne joue que pour deux clubs : le FC Porto entre 1988 et 1994 puis entre 2000 et 2006, ayant entre-temps évolué pour l'ABC Braga. Le club de Braga domine alors le handball portugais et Resende s'impose comme un joueur majeur sur la scène européenne puisqu'il termine meilleur buteur de la Ligue des champions en 1995-1996 et 1996-1997.

### Sélection nationale
Il est sélectionné à 250 reprises en équipe nationale entre 1992 et 2006, marquant un total de 1444 buts. En 2000, lors du championnat d'Europe, en Croatie, il est choisi comme le meilleur arrière gauche de la compétition,.

### Palmarès

#### Joueur du FC Porto
- Champion du Portugal en 2002, 2003 et 2004
- Vainqueur de la Coupe du Portugal en 1994 et 2006
- Vainqueur de la Coupe de la Ligue en 2003, 2004 et 2005
- Vainqueur de la supercoupe du Portugal en 2001

#### Joueur du ABC Braga
- Champion du Portugal en 1995, 1996, 1997 et 1998
- Vainqueur de la Coupe du Portugal en 1996, 1997 et 2000
- Vainqueur de la supercoupe du Portugal en 1996 et 1998

### Distinctions individuelles
- meilleur buteur de la Ligue des champions en 1995-1996 et 1996-1997
- élu meilleur arrière gauche du Championnat d'Europe 2000

## Carrière d'entraîneur
Après la fin de sa carrière de joueur, il reste au FC Porto où il devient entraîneur entre 2006 et 2009. Après une interruption de deux ans, il est engagé pour entraîner l'ABC Braga en 2011.

### Palmarès comme entraîneur

#### Avec FC Porto
- Champion du Portugal en 2009
- Vainqueur de la Coupe du Portugal en 2007
- Vainqueur de la Coupe de la Ligue en 2008

#### Avec ABC Braga
- Vainqueur de la Coupe d'Europe Challenge (C4) (1) : 2016
- Vainqueur du Championnat du Portugal (1) : 2016
- Vainqueur de la Coupe du Portugal (2) : 2015, 2017
- Vainqueur de la Supercoupe du Portugal (1) : 2015-16